# روپرت السن
روپرت السن (انگلیسی: Rupert Allason؛ زادهٔ ۸ نوامبر ۱۹۵۱) سیاستمدار   حزب محافظه‌کار و پدیدآور اهل بریتانیا است. السن از ۱۹۸۷ تا ۱۹۹۷ نماینده مجلس شهر توربی در دوون (شهرستان) بود. او تحت اسم مستعار نایجل وست کتب و مقالات بسیاری در زمینهٔ جاسوسی نوشته‌است.